# Baumannův otisk
Baumannův otisk se používá ke zjištění makroskopického rozložení síry ve slitinách železa – oceli a litiny.
Síra ve slitinách Fe je vyloučena ve formě sulfidů FeS a MnS. Princip otisku je založen na reakci
sulfidů s kyselinou sírovou, při které se uvolní sirovodík. Působí-li na povrch fotografického papíru, rozloží bromid stříbrný a sloučí se se stříbrem na velmi stabilní sulfid stříbrný, který má hnědou barvu.
Probíhající chemické reakce
FeS+H2SO4 → FeSO4+H2S
H2S+2AgBr → Ag2S + 2HBr